# Smile (píseň, Katy Perry)
„Smile“ je píseň americké zpěvačky Katy Perry z jejího šestého studiového alba se stejným názvem. Píseň byla zveřejněna jako čtvrtý singl alba 10. července 2020 pod vydavatelstvím Capitol Records spolu s předobjednáním alba. V písni Perry mluví o vyjádření vděčnosti za změny v jejím životě. Verze hostující rappera Diddyho je zahrnuta na verzi pro vinyly.

## Videoklip
Dne 14. července Perry vydala tzv. performance video, kde vystupuje oblečená jako klaun a tancuje mezi obrovskými klaunskými pažemi a komicky velikostně většími klaunskými botami. V odpovědi na komentář na jejím Instagramu ohledně rozdíl mezi tzv. performance videem a videoklipem Perry jen zmínila, že přijde ještě mnohem víc.

## Žebříček úspěšnosti
| Země                              | Pozice (2020) |
| --------------------------------- | ------------- |
| Argentina (Billboard Argentina)   | 15            |
| Belgium (Ultratip Flanders)       | 12            |
| Česko (Rádio Top 100)             | 57            |
| Chorvatsko (HRT)                  | 15            |
| Nový Zéland (RMNZ)                | 10            |
| Skotsko (Official Charts Company) | 22            |
| Slovensko (Rádio Top 100)         | 32            |
| UK (Official Charts Company)      | 97            |

## Historie zveřejnění
| Oblast | Datum             | Format                 | Verze                     | Vydavatelství |
| ------ | ----------------- | ---------------------- | ------------------------- | ------------- |
| Všude  | 10. července 2020 | stažení streaming      | Originální                | Capitol       |
| UK     | 18. července 2020 | Adult contemporary     | Originální                | Capitol       |
| Itálie | 24. července 2020 | Contemporary hit radio | Originální                | Universal     |
| UK     | 31. července 2020 | Contemporary hit radio | Originální                | Capitol       |
| Všude  | 25. srpna 2020    | stažení streaming      | Giorgio Moroder remix     | Capitol       |
| Všude  | 2. září 2020      | stažení streaming      | Joel Corry Remix          | Capitol       |
| Všude  | 2. září 2020      | stažení streaming      | Joel Corry Extended Remix | Capitol       |